# Акбасар
Акбаса́р (рос. Акбасар, башк. Аҡбаҫар) — присілок у складі Белебеївського району Башкортостану, Росія. Входить до складу Метевбашівської сільської ради.
Населення — 149 осіб (2010; 131 в 2002).
Національний склад:
- татари — 56 %
- башкири — 43 %